# Amblyopsis rosae
Amblyopsis rosae är en fiskart som först beskrevs av Eigenmann, 1898.  Amblyopsis rosae ingår i släktet Amblyopsis och familjen Amblyopsidae. IUCN kategoriserar arten globalt som sårbar. Inga underarter finns listade i Catalogue of Life.